# Якимович, Михаил Иванович
Михаил Иванович Якимович (бел. Міхаіл Іванавіч Якімовіч; род. 13 января 1967, Слуцк, Минская область) — советский и белорусский гандболист, левый полусредний. Заслуженный мастер спорта СССР (1992).
Выступал за минский СКА, испанские команды «Тека» / «Каха Кантабрия» (Сантандер) и «Сан-Антонио» (Памплона), а также национальную сборную СССР (в 1987—1991 годах).
Почётный гражданин Слуцка.

## Достижения
Со сборными
- Олимпийский чемпион (1992).
- Серебряный призёр чемпионата мира (1990).
- Победитель Игр доброй воли (1990).
- Бронзовый призёр молодёжного чемпионата мира (1987).

В клубной карьере
- Обладатель Кубка европейских чемпионов в составе клуба СКА (Минск) (1987, 1989, 1990) и испанских клубов «Тека-Кантабрия» (1994) и «Сан-Антонио» (2001).
- Обладатель Кубка кубков европейских стран в составе клуба СКА (Минск) (1988) и испанских клубов «Тека» (1998) и «Сан-Антонио» (2000, 2004).
- Обладатель Суперкубка (1989) в составе команды СКА (Минск).
- Обладатель Кубка ЕГФ (1993).
- Двукратный чемпион СССР (1988, 1989), серебряный призёр чемпионатов СССР и СНГ (1987, 1990, 1992), бронзовый призёр чемпионата СССР (1991).
- Чемпион Испании (1993, 1994) в составе команды «Тека», серебряный призёр (1999) и бронзовый (1995) в составе команды «Сан-Антонио».
- Обладатель Суперкубка Испании (1993—1995, 2002, 2003) в составе команды «Тека».